# FC Twente in het seizoen 1982/83
Het seizoen 1982/83 was het achttiende jaar in het bestaan van de Nederlandse voetbalclub FC Twente. Het was tevens het achttiende achtereenvolgende jaar dat de Tukkers uitkwamen in de Eredivisie. De club eindigde het seizoen als zestiende en degradeerde naar de eerste divisie. FC Twente nam verder deel aan het toernooi om de KNVB beker, waarin het in de derde ronde werd uitgeschakeld.

## De ploeg
Rob Groener was voor het tweede jaar hoofdtrainer van FC Twente, met als assistent oud-speler Epi Drost. In de zomerperiode waren onder meer Ab Gritter (naar Kolding IF), John Scheve (PEC Zwolle) en Søren Lindsted (KFC Winterslag) vertrokken. Jerry Cooke werd verhuurd aan De Graafschap. In oktober 1982 verhuisde middenvelder Jaap Bos naar Cambuur.
Hiervoor in de plaats kwamen Rini Plasmans (afkomstig van Excelsior), Martin Koopman (Go Ahead Eagles) en de Engelse spits Billy Ashcroft (Middlesbrough FC). Uit de eigen jeugd werd Jan Pouls naar de eerste selectie overgeheveld. In februari 1983 werd de Deen Jan Sørensen van Club Brugge gecontracteerd. Voorzitter Ferry Fransen noemde de transfer waarmee 750.000 gulden gemoeid was "de grootste transactie uit de geschiedenis van FC Twente".
Teleurstellende resultaten leidden ertoe dat trainer Groener op 3 november 1982 op non-actief werd gesteld. Hij werd opgevolgd door Spitz Kohn, die voor de rest van het seizoen als interim fungeerde. De 37-jarige assistent-trainer Epi Drost maakte op 16 januari 1983 zijn rentree als voetballer, als invaller voor de 19-jarige André van Benthem. Hij zou in totaal tot acht wedstrijden komen.

## Het seizoen
Na een twaalfde plaats in het seizoen 1981/82 geloofde het bestuur onder leiding van ondernemer Ferry Fransen in een terugkeer naar de top van de Eredivisie: in een advertentie in de lokale media kort voor de start van het seizoen werd de verwachting uitgesproken dat de ploeg bij de bovenste vijf kon eindigen. Het werd echter een rampzalig seizoen. Met een zestiende plek en degradatie werd het dieptepunt uit de historie bereikt.
Al in de eerste wedstrijd van het seizoen werd vrij kansloos met 3-0 van Roda JC verloren. Na zes wedstrijden stond Twente zonder een overwinning te hebben geboekt op een 17e plek. Vervolgens ging het wat beter en bij het ingaan van de winterstop stond Twente op een 12e plaats. Tot op dat moment was pas drie keer gewonnen, thuis tegen Fortuna SC en NAC en uit tegen PEC Zwolle. Inmiddels was trainer Groener vervangen door interim Spitz Kohn.
Ondanks de rentree van Epi Drost kende de competitie voor Twente na de winterstop een slecht vervolg. Thuis werd met 6-0 verloren van AZ'67, uit waren er nederlagen tegen Roda JC, Willem II en Feyenoord. FC Twente zakte steeds verder weg nadat in een reeks van twaalf wedstrijden enkel tegen Helmond Sport werd gewonnen. Na 29 wedstrijden was de ploeg afgezakt naar de 18e en laatste plek. Overwinningen tegen PSV en Sparta en een gelijk spel tegen NEC hielden de hoop op lijfsbehoud levend, maar een 6-1-verlies tegen FC Groningen op de voorlaatste speeldag maakte degradatie bijna onafwendbaar. Twente won weliswaar de laatste wedstrijd van het seizoen tegen PEC, maar doordat Helmond Sport een punt pakte tegen HFC Haarlem was de degradatie een feit.
Twente eindigde het seizoen met 25 punten, verkregen door zeven overwinningen, elf gelijke spelen en zestien nederlagen. Het had één punt achterstand op Helmond Sport en hield op de ranglijst enkel NAC (op één punt) en NEC (op twee punten) achter zich. Verdediger Martin Koopman werd clubtopscorer, met zeven doelpunten.
In het toernooi om de KNVB beker reikte Twente tot de derde ronde, waarin het met 6-1 werd uitgeschakeld door HFC Haarlem. In de eerste ronde was Twente net als de andere Eredivisieteams vrijgesteld. In de tweede ronde waren twee doelpunten van Martien Vreijsen voldoende om PEC Zwolle uit te schakelen.
Ajax ·
AZ '67 ·
Excelsior ·
Feyenoord ·
Fortuna Sittard ·
Go Ahead Eagles ·
FC Groningen ·
Haarlem ·
Helmond Sport ·
NAC ·
N.E.C. ·
PEC Zwolle '82 ·
PSV ·
Roda JC ·
Sparta Rotterdam ·
FC Twente ·
FC Utrecht ·
Willem II